# Jnanaprasthana
Jnanaprasthana, composto por Katyayaniputra é um dos sete textos do abidarma Sarvastivada. Jnanaprasthana significa "estabelecimento do conhecimento". Foi traduzido para o chinês por Xuanzang, T26, No. 1544, 阿毘達磨發智論, 尊者迦多衍尼子造, 三藏法師玄奘奉　詔譯, em 20 fascículos.  Ele também aparece sob o nome de Astaskandha-shāstra no cânone chinês, com a tradução por Samghadeva, Zhu-fonian e Dharmapriya: T26, No. 1543 阿毘曇八犍度論, 迦旃延子造, 符秦罽賓三藏僧伽提婆, 共竺佛念譯, em 30 fascículos ligeiramente maiores. Existe uma ligeira diferença no formato dos dois, talvez indicando que eles sejam diferentes revisões de várias sub-escolas dos Sarvastivada.
A tradição do Mahahvibhasa afirma que ele foi ensinado pelo próprio Buda, mas difere quanto as circunstâncias. Foi Kātyāyanīputra mais tarde, o responsável pela compilação deste. O Maha Prajnaparamita Upadesha (que na realidade refere-se ao Astaskandha), afirma que cerca de 100 anos depois do falecimento do Buda, surgiram disputas doutrinárias entre os grandes mestres, dando origem à escolas de nomes distintos. Xuanzang sustenta que ele foi escrito cerca de três séculos depois do Buda, que seria por volta de 150 a.C.
O Vibhasa ortodoxo toma este como o abidarma 'raiz', apesar de referências serem às vezes feitas ao  Prakaranapada nos mesmos termos. Ele se tornou conhecido como o 'corpo' do abidarma, com os seis textos restantes do período anterior, conhecidos como as 'pernas' ou 'suportes'. Isto é baseado em autoridade textual e não em definição temporal, dada a respectiva ordem histórica destes sete tratados. Ou seja, o Jnanaprasthana não é originado das seis pernas, mas também não é diretamente originado dos sutras. Isso também é um lembrete de que estes textos estavam todos, provavelmente, num constante estado de revisão e atualização por possivelmente várias centenas de anos. Existem assim referências e apropriações de formato e conteúdo mútuos, que não podem ser descritos de modo sucinto por uma mera ordem seqüencial.